# Mariko Mori
Mariko Mori (森 万里子, Mori Mariko; * 21. Februar 1967 in Tokio, Japan) ist eine Multimediakünstlerin.

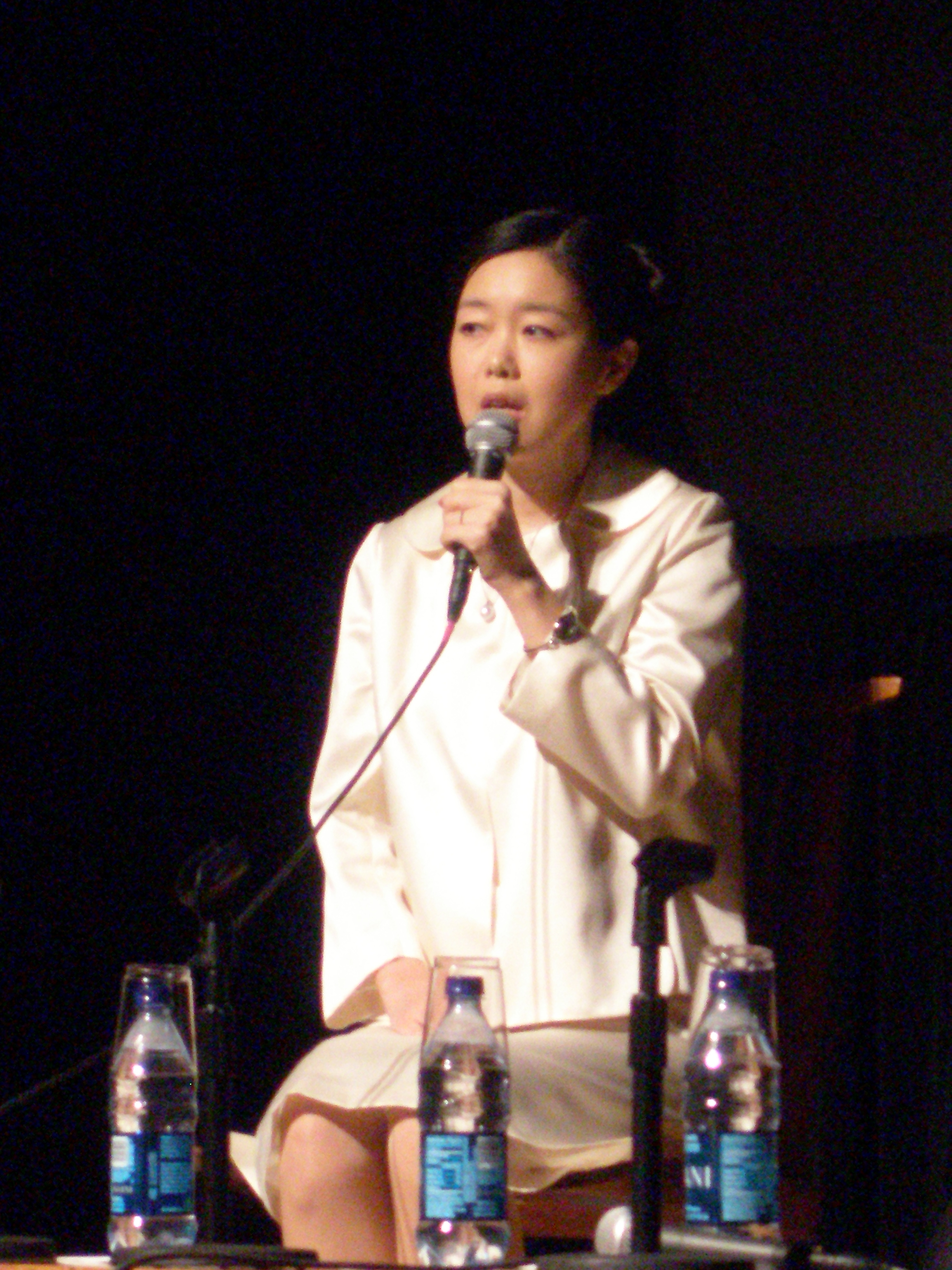
Mariko Mori, 2010

Mori hat am Bunka Fashion College in Tokio studiert und arbeitet als Designerin, Fotografin, Künstlerin und Modell. Sie zog 1988 nach London und studierte an der Byam Shaw School of Art und am Chelsea College of Art and Design. 1992/1993 folgte eine Teilnahme am Independent Study Program des Whitney Museum of American Art. Mariko Mori lebt und arbeitet in New York und Tokio.
Mori inszeniert sich zumeist selbst mit unnatürlichen Kontaktlinsen, extremen Outfits, Kostümen und Make-Ups in ihren Fotografien und Videoarbeiten. Anfang der 1990er Jahre begann sie mit einer Serie von Fotografien, in denen sie Videospiele persifliert oder japanische Anime und Mangas zitiert, wobei sie sich selbst als Cyborgfigur bzw. Außerirdische stilisiert. Hierbei setzt sie sich mit dem starren traditionellen japanischen Frauenbild auseinander; sie karikiert es mit computerisierten Geishafiguren und ersetzt es gesellschaftskritisch durch ihre eigenen Fantasiegestalten.

## Werke (Auswahl)
- Play with Me
- Tea Ceremony
- Love Hotel
- Red Light
- Subway
- Empty Dream (1995)